# Edebex
 (juin 2018).
Edebex est une plateforme en ligne d'échange de créances commerciales fondée en 2013 à Bruxelles.
Cette plateforme permet aux entreprises de vendre leurs créances clients non payées et non échues à des investisseurs, ce qui leur permet de récupérer une grande partie du montant de la facture avant la date d'échéance de celle-ci.

## Histoire

### Création
Fondée en 2013 par Xavier Corman, David van der Looven, Aïssa Laroussi et Jon McLennan, Edebex a tourné en phase de test pendant une année, pour ensuite devenir publique en septembre 2014.
Edebex est membre de Fintech Belgium et agréée en tant qu’établissement de paiement par la Banque Nationale de Belgique.

### Levée de fonds
Entre 2014, la société lève 800 000 €.
En, 2015, la société réalise une deuxième levée de fonds de 3 millions €.
Edebex bénéficie en 2017 d'un financement de 500 000 € de la part de la Société régionale d'investissement bruxelloise (SRIB).

## Fonctionnement

### Principe
La plateforme met en relation des sociétés en besoin de financement (vendeurs de créances) et des sociétés ayant un surplus de liquidités (investisseurs). Le vendeur soumet  une créance commerciale (facture) sur  la plateforme. Après validation par Edebex, un investisseur rachète la créance pour un prix moins élevé que son montant nominal. À l’échéance de la facture, le débiteur (client du vendeur) paye le montant nominal à l’investisseur.  Celui-ci dégage alors un bénéfice équivalent à la réduction obtenue lors de l'achat. Le risque de non-paiement de l’investisseur est sécurisé par une assurance-crédit,,.
La technique juridique utilisée est une cession de créance.

### Volumétrie
- 2018 : plus de 200 millions € de transactions ont été échangés sur la plateforme depuis son lancement[10],[11].
- 2019 : le volume des factures qui ont transité sur la plateforme atteint les 300 millions € [12].

## Couverture géographique

### Vendeurs
- 2014 : Ouverture de la plateforme pour des entreprises situées en Belgique.
- 2016 : Lancement en France[9].
- 2017 : Lancement au Luxembourg, Pays-Bas et Portugal[13],[14].